# Münsing
Münsing település Németországban, azon belül Bajorországban. Lakosainak száma 4397 fő (2023. december 31.). Münsing Penzberg, Iffeldorf és Seeshaupt községekkel határos.

## Közigazgatás
A községnek 24 része:
- Ambach
- Ammerland
- Attenkam
- Bergkramer
- Bolzwang
- Bruckmaier
- Buchsee
- Degerndorf
- Holzhausen am Starnberger See
- Münsing
- Oberambach (kastély)
- Pischetsried
- Reichenkam
- Ried
- Sankt Heinrich
- Schallenkam
- Schechen
- Schwabbruck
- Seeheim
- Sonderham
- Staudach
- Weidenkam
- Weipertshausen
- Wimpasing

## Népesség
A település népessége az elmúlt években az alábbi módon változott:
| Lakosok száma | 2754 | 1663 | 4132 | 4183 | 4230 | 4254 | 4315 | 4291 | 4375 | 4397 |
|               | 1970 | 1975 | 2011 | 2012 | 2014 | 2015 | 2017 | 2019 | 2022 | 2023 |